# Ingeburg Schwerzmann
Ingeburg „Inge” Schwerzmann z domu Althoff (ur. 2 czerwca 1967 w Münsterze) – niemiecka wioślarka. Srebrna medalistka olimpijska z Barcelony.
Urodziła się w RFN i do zjednoczenia Niemiec startowała w barwach tego kraju. Zawody w 1992 były jej drugimi igrzyskami olimpijskimi, debiutowała w 1988. Medal zdobyła w dwójce bez sternika, płynęła wspólnie z Stefani Werremeier. Na mistrzostwach świata zdobyła dwa medale: złoto w dwójce bez sternika w 1990 (jeszcze w barwach RFN) oraz srebro w 1991. 
Jej mąż, Szwajcar Beat Schwerzmann, także był wioślarzem i medalistą olimpijskim.